# Медаль Елліота Крессона
Медаль Елліота Крессона (англ. Elliott Cresson Medal) — найвища нагорода Інституту Франкліна у Філадельфії. Була започаткована 1875 року на честь філантропа з Філадельфії Еліота Крессона (1796—1854), який ще 1848 року запровадив у Інституті Франкліна премію у 1000 доларів. Медаль було запроваджено для нагородження «за відкриття у мистецтві і науці, або за винайдення чи поліпшення якої-небуть корисної машини, або за якийсь новий процес чи сполуку, або за винахідливість чи бездоганність у праці».
За 122 роки медаллю було нагороджено 269 осіб. Серед нагороджених було чимало загальновідомих вчених, винахідників тощо і підприємства.
З 1998 року Інститут Франкліна вручає «Медаль Бенджаміна Франкліна».